# Phù Cát repülőtér
A Phù Cát repülőtér (vietnámiul: Sân bay Phù Cát) repülőtér Vietnám Bình Định tartományában, Quy Nhơn közelében, a várostól északnyugatra. A polgári repülés mellett a Vietnámi Légierő is használja. Éves utasforgalma 1 500 000 fő (2017).

## Története
A repülőteret 1966-ban, a vietnámi háború alatt építette az amerikai légierő. A háború alatt a dél-vietnámi és az amerikai légierő fontos bázisa volt. 1975 után a Vietnámi Légierő bázisa lett, majd regionális polgári repülőtérré fejlődött.

## Forgalom
Az utasforgalom az elmúlt években az alábbi módon változott:
| Utasok száma | 236 254 | 290 832 | 420 520 | 630 935 | 1 030 000 | 1 500 000 |
|              | 2012    | 2013    | 2014    | 2015    | 2016      | 2017      |

## Fordítás
- Ez a szócikk részben vagy egészben a Phu Cat Airport című angol Wikipédia-szócikk ezen változatának fordításán alapul.  Az eredeti cikk szerkesztőit annak laptörténete sorolja fel. Ez a jelzés csupán a megfogalmazás eredetét és a szerzői jogokat jelzi, nem szolgál a cikkben szereplő információk forrásmegjelöléseként.